# Oxydia affinis
Oxydia affinis là một loài bướm đêm trong họ Geometridae.